# Karine et Rebecca
Karine et Rebecca, à l'état civil Karin Defacq, née à Ixelles le 16 novembre 1958, et sa sœur Rebecca Defacq, née à Ixelles le 8 juin 1960, formaient un duo de jeunes chanteuses bruxelloises qui remporta en Belgique francophone un grand succès au milieu des années 1960 en interprétant des chansons pour enfants.

## Histoire
En 1964, avec la sortie de leur premier 45 tours Moi je dors avec Nounours, un titre écrit par leur père Eddie Defacq, musicien de jazz et par Jean Darlier, auteur-compositeur, Karine et Rebecca, âgées alors respectivement de 5 et 4 ans, connaissent d'emblée le succès avec la vente de 600 000 disques et obtiennent un disque d'or.
Viendront alors plusieurs disques 45 tours 4 titres qui remportèrent aussi beaucoup de succès entre 1964 et 1968 avec des titres comme :
- Il pleut toujours dans ce pays (Defacq - Darlier)
- Demain, moi je pars en vacances (Defacq - Darlier)
- Quand j’irai à la grande école (Defacq - Darlier)
- Grand’papa, grand’maman (Defacq - Darlier)
- Petit papa Noël (Martinet - Vincy)
- J’ai rencontré Saint-Nicolas (Defacq - Darlier)
- Prière à Saint-Nicolas (Defacq - Minne)
- Une chanson (Defacq - Darlier)
- Fais dodo, ma jolie poupée (Defacq - Darlier)
- Demain, c’est mon anniversaire  (Defacq - Darlier)
- Mon papa (Defacq - Darlier)

Ensuite, plusieurs autres disques sortiront où Karine et Rebecca seront rejointes par leur sœur cadette Katia ou leurs parents Lane et Eddie mais sans jamais égaler le succès du duo initial.
Le prénom Karine orthographié avec un e repris sur la pochette du premier disque provient d'une erreur d'impression, Karin étant le prénom correct. Karine restera le prénom d'artiste de la jeune chanteuse le temps de son duo avec sa sœur Rebecca.

## Sources
- Dictionnaire de la chanson en Wallonie et à Bruxelles de Robert Wangermée et Pascale Vandervellen - Page 204
- Article de l'Avenir.net